# 泗县站
泗县站，位于中华人民共和国安徽省宿州市泗县，是宿淮铁路上的火车站，于2014年12月10日启用营运，上海局集团淮北车务段管辖。

## 歷史
- 2014年12月10日通车启用[1][2][3]。

## 旅客列车目的地
车站目前仅有一对列车停靠，往来郑州站与启东站，为T142/143、T144/141次列车。

## 車站周邊
- 泗宿高速公路
- 泗县收费站

## 外部連結
- 中国铁路客户服务中心 （页面存档备份，存于）